# Le Roi et l'Oiseau
Le Roi et l’Oiseau (O Rei e o Pássaro, PT) é um filme de longa-metragem de 1980 de animação tradicional dirigido por Paul Grimault. Iniciado em 1948 como La Bergère et le Ramoneur (A Pastora e o Limpa-chaminés) e vagamente baseado no conto de fadas de Hans Christian Andersen, com o mesmo nome, o filme foi uma colaboração entre Grimault e o conhecido poeta e escritor francês Jacques Prévert. 
Contudo a produção do filme parou abruptamente e foi lançado incompleto pelo seu produtor, sem a aprovação de Grimault ou de Prévert. Ao longo das décadas de 60 e 70, Grimault obteve os direitos do filme e foi capaz de realizar uma nova versão que inicialmente pretendia e ficou terminado mais de trinta anos após o seu início.
O filme é considerado por alguns como uma obra-prima da animação francesa e é tido pelos diretores japoneses Hayao Miyazaki e Isao Takahata como uma influência. Em Portugal, foi transmitido pela RTP pelo menos em 1992, legendado e com o áudio na língua original. Não é muito aclamado nos países anglófonos, já que até 2014 nunca foi lançada uma versão completa do filme na América do Norte. Contudo, uma versão inglesa foi feita e lançada no Reino Unido em 2013, está agendado um lançamento mais amplo e divulgado neste país em 2014 com vendas em DVD a partir de abril de 2014. Anteriormente, o filme fora sempre partilhado por fãs de animação online. Um lançamento em inglês de baixo orçamento da versão de 1952, traduzido como The Curious Adventures of Mr. Wonderbird, encontra-se em domínio público e disponível gratuitamente online. Nessa versão, Peter Ustinov narra e dá a voz à personagem principal, o Pássaro.

## Enredo
O grande Reino da Taquicardia é governado por um rei com o pesado título de Carlos V+III=VIII+VIII=XVI. É um governante cruel, odiado pelo seu povo tanto quanto ele os odeia. O rei é aficionado em caça mas infelizmente é estrábico – ninguém se atreveria a reconhecer isso à sua frente tal como as numerosas estátuas e quadros que decoram o palácio e toda a envolvente demonstram. Ocasionalmente, o rei atinge o alvo, nomeadamente a esposa do pássaro, conhecido apenas por l’Oiseau, o narrador da história que tem um grande prazer em insultar sempre que pode o terrível rei.
Nos seus aposentos secretos, o rei sonha com uma linda pastora cujo quadro ele mantém na sua parede mas esta encontra-se apaixonada pelo limpa-chaminés, cujo quadro odiado encontra-se na parede ao lado. À noite os quadros ganham vida e estes dois tentam escapar daqueles aposentos mas são perseguidos por um quadro do rei não-estrábico que também ganhara vida, depondo o verdadeiro rei e tomando abusivamente o seu lugar. Ele ordena a captura da pastora e do limpa-chaminés mas o pássaro está ali para os ajudar sempre que necessário. Eles são perseguidos até aos confins da Cidade Baixa onde os habitantes nunca viram a luz do dia e onde estranhas criaturas incluindo polícias-morcego assumem a perseguição.

### Ligação ao conto de fadas

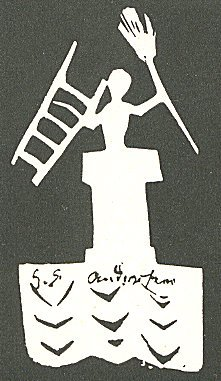
Limpa-chaminés de papel, por Hans Christian Andersen

Apenas a cena inicial nos aposentos secretos  do rei é baseado em A Pastora e o Limpa-chaminés enquanto que o resto do filme centra-se muito mais no rei e no pássaro, daí o seu título. No conto de Andersen, a pastora e o limpa-chaminés são figuras de porcelana chinesa, em vez de quadros, e um sátiro de mogno deseja casar-se com a pastora, apoiado por um velho chinês, também feito de porcelana, ao invés de um rei e de uma estátua a cavalo, de pedra. Em ambos os contos, o velho chinês e a estátua de pedra partem-se e o casal escapa-se através da chaminé e deliciam-se com o céu e as estrelas mas no conto de Andersen a pastora teme o vasto mundo e o casal regressa; isto é referido no filme em que a estátua de pedra prevê o regresso de ambos.

## Elenco
- Pierre Brasseur[13][14] (versão de 1952) e Jean Martin (versão de 1980) como Pássaro, o pior inimigo do rei a quem ele provoca constantemente. É implícito que o rei matara a sua esposa. É pai de quatro crias.
- Fernand Ledoux (versão de 1952) e Pascal Mazzotti (versão de 1980) como Rei Carlos V+III=VIII+VIII=XVI, o tirano megalómano mas solitário que se encontra apaixonado pelo quadro da Pastora na sua parede.
- Anouk Aimée (versão de 1952) e Agnes Viala (versão de 1980) como Pastora, que se encontra apaixonada pelo quadro do limpa-chaminés à sua esquerda.
- Serge Reggiani (versão de 1952) e Renaud Marx (versão de 1980) como Limpa-chaminés, que se encontra apaixonado pelo quadro da Pastora à sua direita.
- Raymond Bussieres como chefe de polícia que é ferozmente leal ao rei.
- Hubert Deschamps como o moralista, construído pelo rei para simbolizar o seu poder. Parece ter alma própria.
- Roger Blin como o cego tocador de realejo que deseja e espera um mundo melhor.
- Philippe Derrez como o operador e voz do elevador.
- Albert Medina como o tolo gladiador.
- Claude Piéplu como o Mordomo do Palácio.

### Versão de 1952 em inglês
(Supervisão de Pierre Rouve)
- Peter Ustinov como Mr. Wonderbird
- Max Adrian como o rei
- Claire Bloom como Pastora
- Denholm Elliot como Limpa-chaminés
- Alec Clunes como o cego

## Produção
Intitulado originalmente La Bergère et le Ramoneur (A Pastora e o Limpa-chaminés), Grimault e Prévert iniciaram o filme em 1948 logo a seguir à colaboração entre ambos em Le Petit Soldat (O Pequeno Soldado) também uma adaptação de Hans Christian Andersen, que fora muito antecipado, mas em 1950 o filme ficara fora do seu controle e posteriormente as despesas do filme provocaram a falência do estúdio (Les Gémeaux). O colega de Grimault, André Sarrut (o produtor) lançou, então, o filme inacabado em 1952 contrariamente aos desejos de Grimault e de Prévert, o que provocou uma cisão entre colegas, tendo seguido caminhos diferentes a partir daí. Em 1967, Grimault reconquistou os direitos de posse do filme e passou a década seguinte tentando obter financiamento de uma nova versão sob a sua supervisão. Por volta de 1977 obteve financiamento e assim, o filme ficou completo no período de dois anos entre 1977-1979. Em 1980, terminado o filme, foi finalmente lançado sob um novo título, Le Roi et l’Oiseau – por forma a fazer uma clara distinção com a versão anterior – e pouco depois da morte de Prévert, a quem o filme fora dedicado.
O filme completo usa 42 dos 62 minutos das gravações de 1952 e, aos 87 minutos, inclui animações novas e significativas, música completamente diferente e um final simbólico e muito diferente. Algumas gravações foram cortadas, como o pássaro tomando controlo no casamento como locutor e o final original. As novas gravações incluem tanto cenas completamente novas como mudanças às já existentes. Por exemplo, no filme completo, a cena inicial do rei a praticar tiro ao alvo e ter um retrato seu pintado são novas, enquanto que a cena do rei atirar no pássaro bebé, que ocorre entre as duas cenas referidas acima, é gravação original de 1952. As diferenças entre as animações novas e antigas encontram-se visíveis em alguns momentos numa única cena, mais notoriamente na vala dos leões, onde estes estão desenhados em dois estilos completamente diferentes. Os leões mais simples e abstratos fazem parte da nova animação.
A produção da música é pouco usual pois Grimault deixou-a inteiramente nas mãos de Wojciech Kilar. Grimault não deu quaisquer instruções sobre que músicas desejava e nem ocorreu nenhum vai-e-vem da sua parte, ou pedidos de reformulação. Simplesmente partilhou o filme com Kilar, que o estudou cuidadosamente, depois foi para a Polónia, gravou e regressou com a partitura completa, que foi aceite sem quaisquer alterações. A música, apesar de disponível em álbum como trilha sonora, não existe em nenhuma edição oficial. Contudo, Simon Bozonnet, um músico amador e fã do filme, lançou uma transcrição fiel do tema do piano no seu website.

## Referências culturais

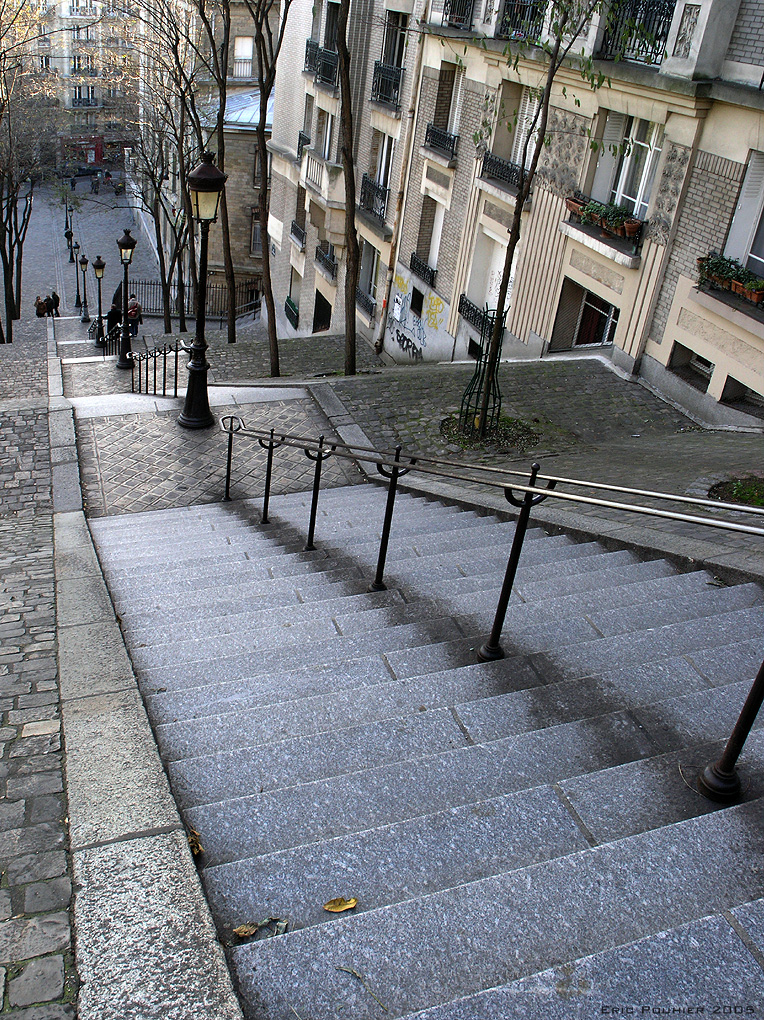
As longas escadas do filme relembram as de Montmartre